# Adolphus FitzGeorge
Sir Adolphus Frederick Augustus FitzGeorge (Londra, 30 gennaio 1846 – Londra, 17 dicembre 1922) è stato un ammiraglio inglese.

## Biografia
Era il secondogenito del principe Giorgio, duca di Cambridge, e di sua moglie, l'attrice Sarah Fairbrother. I suoi genitori si sposarono in violazione del Royal Marriages Act 1772, quando sua madre era incinta di suo fratello minore. Né lui né i suoi fratelli hanno ottenuto titoli spettanti ad un membro della famiglia reale e sono stati esclusi alla successione al Ducato di Cambridge.

## Carriera
Entrò nella Royal Navy nel marzo 1859. È diventato sottotenente nel 1865 e tenente l'anno successivo. Nel mese di giugno 1867 si unì al Galatea, comandata dal capitano del Duca di Edimburgo e nel marzo 1872 è stato nominato tenente di bandiera dell'ammiraglio Sir Rodney Mundy, Comandante in Capo, Portsmouth. Il 30 novembre 1872 è stato promosso a comandante. Dopo un periodo presso il Royal Naval College divenne agente di controllo della Guardia Costiera a Scarborough, nel febbraio 1874, e nel settembre dell'anno successivo gli venne dato il comando della HMS Rapid nel Mediterraneo. In seguito tenne il comando di HMS Dasher, di stanza al largo delle Isole del Canale; sulla Salamina, dal quale è stato promosso a capitano il 14 ottobre 1881. Nel mese di marzo 1885 è diventato capitano della HMS Jumna, nel servizio di trasporto per l'India. Si ritirò il 1 gennaio 1893 ed è stato avanzato al grado di Contrammiraglio il 20 ottobre 1896. Lasciando la marina ha ricevuto la nomina di Vice Ranger di Richmond Park. Per molti anni ha lavorato come scudiero di suo padre.

## Matrimoni

### Primo Matrimonio
Sposò, il 21 settembre 1875, Sophia Jane Holden (2 aprile 1857-3 febbraio del 1920), figlia di Thomas Holden. Ebbero una figlia:
- Olga Mary Adelaide FitzGeorge (11 giugno 1877-15 ottobre 1928), sposò in prime nozze Archibald Hamilton, V baronetto, ebbero due figli, e in seconde nozze Robert Charlton Lane, ebbero una figlia.

### Secondo Matrimonio
Sposò, il 28 ottobre 1920, Marguerite Beatrice Daisy Watson (14 aprile 1863-26 febbraio 1934), figlia di John Watson. Non ebbero figli.

## Morte
Morì il 17 dicembre 1922, nella sua residenza, al 20 Eccleston Square, Londra.

## Antenati
|                            |                    |                                     | Genitori                                           |  |  | Nonni |  |  | Bisnonni                    |  |  | Trisnonni            |  |
|                            |                    |                                     |                                                    |  |  |       |  |  | Giorgio III del Regno Unito |  |  | Federico di Hannover |  |
|                            |                    |                                     |                                                    |  |  |       |  |  | Giorgio III del Regno Unito |  |  | Federico di Hannover |  |
|                            |                    | Augusta di Sassonia-Gotha-Altenburg |                                                    |  |  |       |  |  | Giorgio III del Regno Unito |  |  |                      |  |
| Adolfo, duca di Cambridge  |                    |                                     |                                                    |  |  |       |  |  | Giorgio III del Regno Unito |  |  |                      |  |
|                            |                    | Carlotta di Meclemburgo-Strelitz    | Carlo Ludovico Federico di Meclemburgo-Strelitz    |  |  |       |  |  |                             |  |  |                      |  |
|                            |                    | Carlotta di Meclemburgo-Strelitz    | Carlo Ludovico Federico di Meclemburgo-Strelitz    |  |  |       |  |  |                             |  |  |                      |  |
|                            |                    | Carlotta di Meclemburgo-Strelitz    | Elisabetta Albertina di Sassonia-Hildburghausen    |  |  |       |  |  |                             |  |  |                      |  |
| Giorgio, duca di Cambridge |                    | Carlotta di Meclemburgo-Strelitz    |                                                    |  |  |       |  |  |                             |  |  |                      |  |
|                            |                    | Federico d'Assia-Kassel             | Federico II d'Assia-Kassel                         |  |  |       |  |  |                             |  |  |                      |  |
|                            |                    | Federico d'Assia-Kassel             | Federico II d'Assia-Kassel                         |  |  |       |  |  |                             |  |  |                      |  |
|                            |                    | Federico d'Assia-Kassel             | Maria di Hannover                                  |  |  |       |  |  |                             |  |  |                      |  |
| Augusta d'Assia-Kassell    |                    | Federico d'Assia-Kassel             |                                                    |  |  |       |  |  |                             |  |  |                      |  |
|                            |                    | Carolina di Nassau-Usingen          | Carlo Guglielmo di Nassau-Usingen                  |  |  |       |  |  |                             |  |  |                      |  |
|                            |                    | Carolina di Nassau-Usingen          | Carlo Guglielmo di Nassau-Usingen                  |  |  |       |  |  |                             |  |  |                      |  |
|                            |                    | Carolina di Nassau-Usingen          | Carolina Felicita di Leiningen-Dagsburg-Heidesheim |  |  |       |  |  |                             |  |  |                      |  |
| Adolphus FitzGeorge        |                    | Carolina di Nassau-Usingen          |                                                    |  |  |       |  |  |                             |  |  |                      |  |
|                            | Robert Fairbrother | …                                   |                                                    |  |  |       |  |  |                             |  |  |                      |  |
|                            | Robert Fairbrother | …                                   |                                                    |  |  |       |  |  |                             |  |  |                      |  |
|                            | Robert Fairbrother | …                                   |                                                    |  |  |       |  |  |                             |  |  |                      |  |
| John Robert Fairbrother    | Robert Fairbrother |                                     |                                                    |  |  |       |  |  |                             |  |  |                      |  |
|                            |                    | …                                   | …                                                  |  |  |       |  |  |                             |  |  |                      |  |
|                            |                    | …                                   | …                                                  |  |  |       |  |  |                             |  |  |                      |  |
|                            |                    | …                                   | …                                                  |  |  |       |  |  |                             |  |  |                      |  |
| Sarah Fairbrother          |                    | …                                   |                                                    |  |  |       |  |  |                             |  |  |                      |  |
|                            |                    | Thomas Freeman                      | …                                                  |  |  |       |  |  |                             |  |  |                      |  |
|                            |                    | Thomas Freeman                      | …                                                  |  |  |       |  |  |                             |  |  |                      |  |
|                            |                    | Thomas Freeman                      | …                                                  |  |  |       |  |  |                             |  |  |                      |  |
| Roberta Freeman            |                    | Thomas Freeman                      |                                                    |  |  |       |  |  |                             |  |  |                      |  |
|                            |                    | …                                   | …                                                  |  |  |       |  |  |                             |  |  |                      |  |
|                            |                    | …                                   | …                                                  |  |  |       |  |  |                             |  |  |                      |  |
|                            |                    | …                                   | …                                                  |  |  |       |  |  |                             |  |  |                      |  |
|                            |                    | …                                   |                                                    |  |  |       |  |  |                             |  |  |                      |  |